# Annika Hocke
Annika Hocke (ur. 16 lipca 2000 w Berlinie) – niemiecka łyżwiarka figurowa, startująca w parach sportowych z Robertem Kunkelem. Uczestniczka igrzysk olimpijskich (2018), brązowa medalistka mistrzostw Europy (2023), medalistka zawodów z cyklu Challenger Series i Junior Grand Prix, mistrzyni Niemiec (2023).

## Osiągnięcia

### Pary sportowe

#### Z Robertem Kunkelem
| Zawody                                | 19–20          | 20–21          | 21–22          | 22–23          | 23–24          |                |                |                |                |                |                |                |                |                |                |                |                |
| Międzynarodowe                        | Międzynarodowe | Międzynarodowe | Międzynarodowe | Międzynarodowe | Międzynarodowe | Międzynarodowe | Międzynarodowe | Międzynarodowe | Międzynarodowe | Międzynarodowe | Międzynarodowe | Międzynarodowe | Międzynarodowe | Międzynarodowe | Międzynarodowe | Międzynarodowe | Międzynarodowe |
| ------------------------------------- | -------------- | -------------- | -------------- | -------------- | -------------- | -------------- | -------------- | -------------- | -------------- | -------------- | -------------- | -------------- | -------------- | -------------- | -------------- | -------------- | -------------- |
| Mistrzostwa świata                    | C              | 13             |                | 9              | 5              |                |                |                |                |                |                |                |                |                |                |                |                |
| Mistrzostwa Europy                    | 7              |                | 13             | 3              | 7              |                |                |                |                |                |                |                |                |                |                |                |                |
| GP Cup of China                       |                |                |                |                | 4              |                |                |                |                |                |                |                |                |                |                |                |                |
| GP Grand Prix de France               |                | C              |                | 3              |                |                |                |                |                |                |                |                |                |                |                |                |                |
| GP Gran Premio d’Italia               |                |                | WD             |                |                |                |                |                |                |                |                |                |                |                |                |                |                |
| GP Skate America                      |                |                |                |                | 1              |                |                |                |                |                |                |                |                |                |                |                |                |
| GP Rostelecom Cup                     |                |                | WD             |                |                |                |                |                |                |                |                |                |                |                |                |                |                |
| CS Finlandia Trophy                   |                |                | 11             | 1              |                |                |                |                |                |                |                |                |                |                |                |                |                |
| CS Lombardia Trophy                   |                |                |                |                | 3              |                |                |                |                |                |                |                |                |                |                |                |                |
| CS Nebelhorn Trophy                   |                | 2              | 4              | 3              | 3              |                |                |                |                |                |                |                |                |                |                |                |                |
| CS Warsaw Cup                         | 6              |                |                |                |                |                |                |                |                |                |                |                |                |                |                |                |                |
| Bavarian Open                         | 2              |                |                |                |                |                |                |                |                |                |                |                |                |                |                |                |                |
| NRW Trophy                            |                | 1              |                |                |                |                |                |                |                |                |                |                |                |                |                |                |                |
| International Challenge Cup           |                | 2              |                |                |                |                |                |                |                |                |                |                |                |                |                |                |                |
| Międzynarodowe: Kategorie młodzieżowe |                |                |                |                |                |                |                |                |                |                |                |                |                |                |                |                |                |
| Mistrzostwa świata juniorów           | 4              |                |                |                |                |                |                |                |                |                |                |                |                |                |                |                |                |
| JGP Finał                             | 6              |                |                |                |                |                |                |                |                |                |                |                |                |                |                |                |                |
| JGP w Chorwacji                       | 3              |                |                |                |                |                |                |                |                |                |                |                |                |                |                |                |                |
| JGP w Polsce                          | 3              |                |                |                |                |                |                |                |                |                |                |                |                |                |                |                |                |
| Krajowe                               |                |                |                |                |                |                |                |                |                |                |                |                |                |                |                |                |                |
| Mistrzostwa Niemiec                   | 2              | WD             |                | 1              |                |                |                |                |                |                |                |                |                |                |                |                |                |

#### Z Rubenem Blommaertem

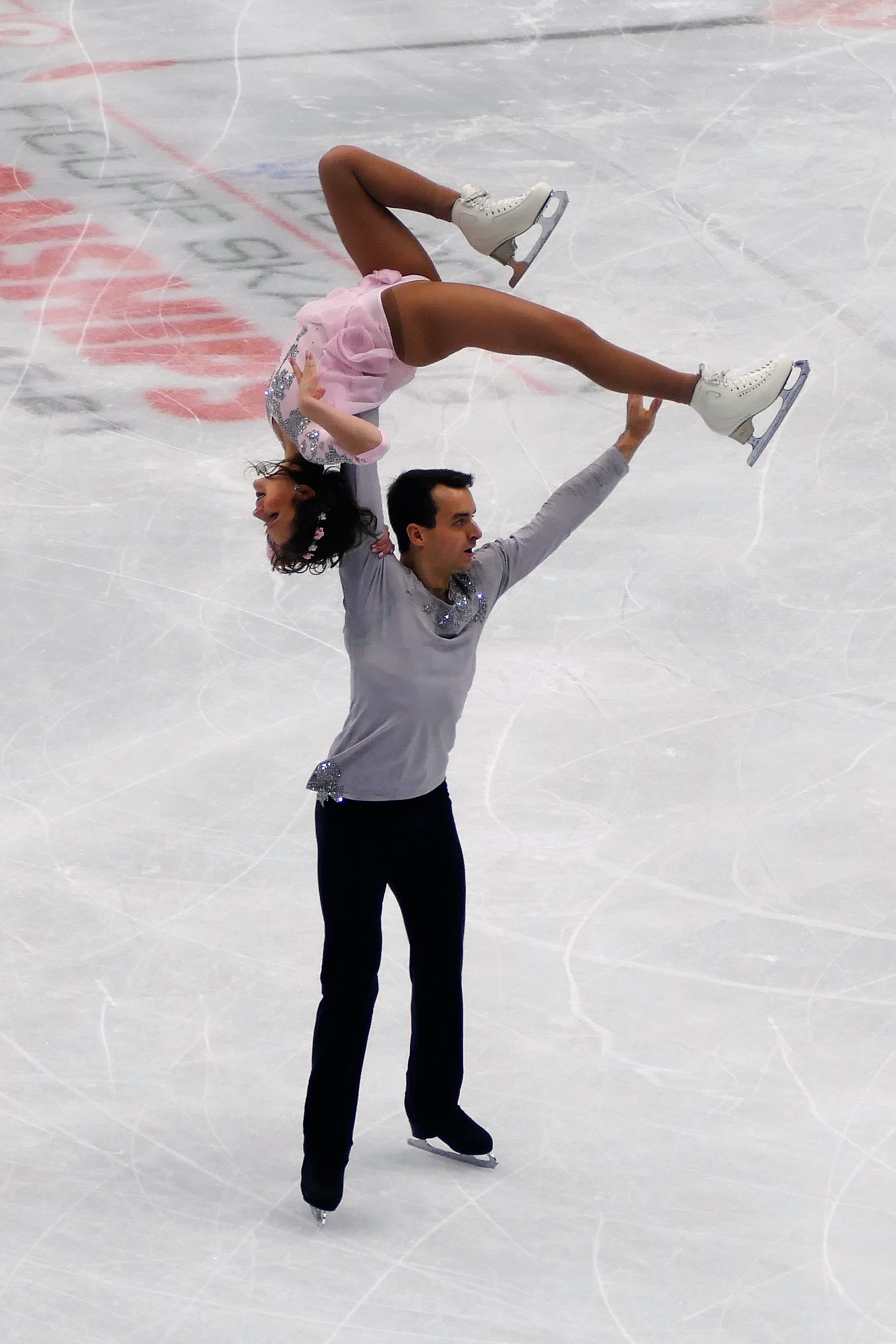
Hocke i Blommaert podczas programu dowolnego na mistrzostwach Europy 2018

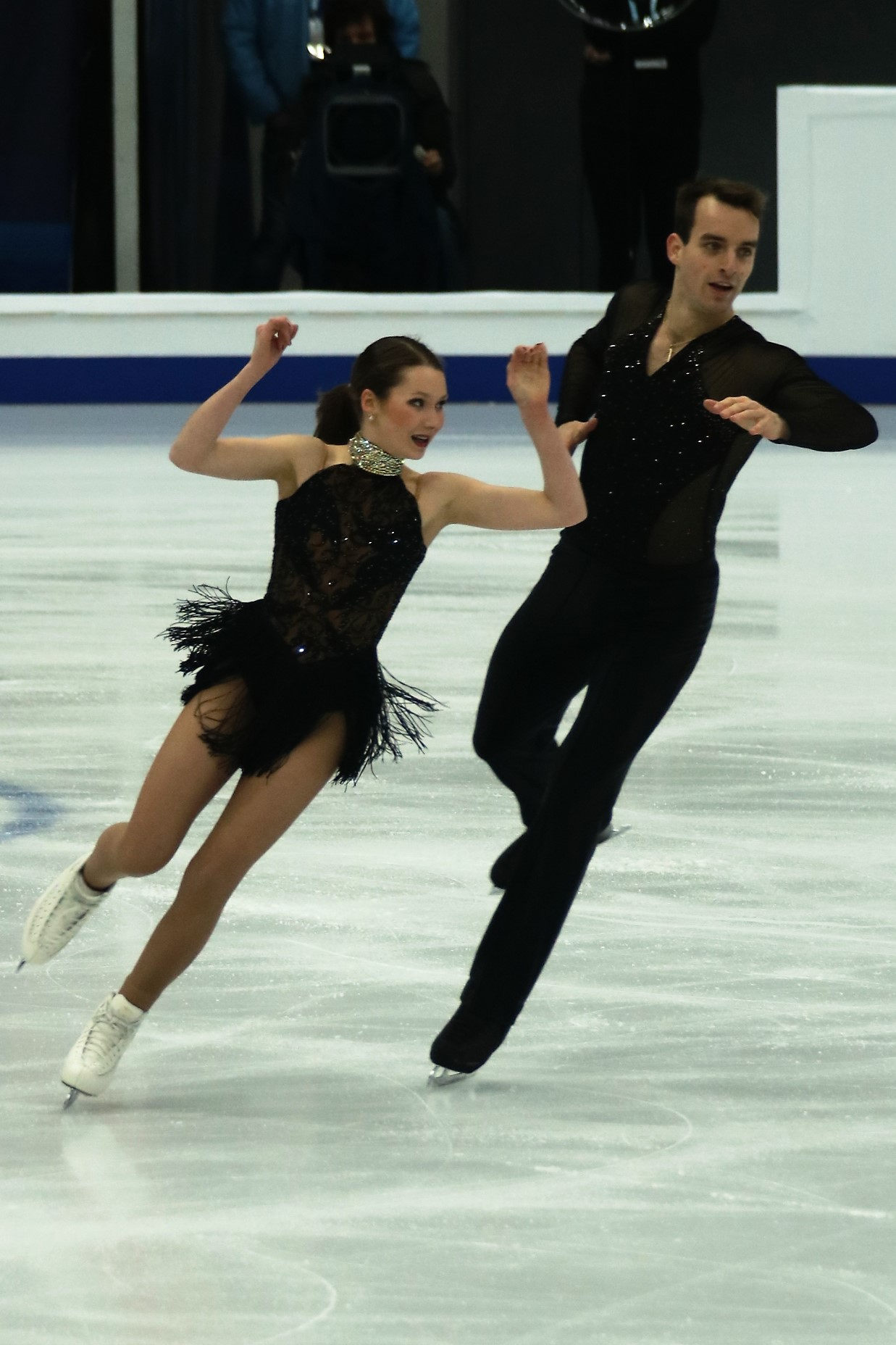
Hocke i Blommaert podczas programu krótkiego na mistrzostwach Europy 2018

| Zawody                      | 17–18          | 18–19          |                |                |                |                |                |                |                |                |                |                |                |                |                |                |                |
| Międzynarodowe              | Międzynarodowe | Międzynarodowe | Międzynarodowe | Międzynarodowe | Międzynarodowe | Międzynarodowe | Międzynarodowe | Międzynarodowe | Międzynarodowe | Międzynarodowe | Międzynarodowe | Międzynarodowe | Międzynarodowe | Międzynarodowe | Międzynarodowe | Międzynarodowe | Międzynarodowe |
| --------------------------- | -------------- | -------------- | -------------- | -------------- | -------------- | -------------- | -------------- | -------------- | -------------- | -------------- | -------------- | -------------- | -------------- | -------------- | -------------- | -------------- | -------------- |
| Igrzyska olimpijskie        | 16             |                |                |                |                |                |                |                |                |                |                |                |                |                |                |                |                |
| Mistrzostwa świata          | 13             | 14             |                |                |                |                |                |                |                |                |                |                |                |                |                |                |                |
| Mistrzostwa Europy          | 8              |                |                |                |                |                |                |                |                |                |                |                |                |                |                |                |                |
| GP NHK Trophy               |                | WD             |                |                |                |                |                |                |                |                |                |                |                |                |                |                |                |
| GP Skate America            |                | 7              |                |                |                |                |                |                |                |                |                |                |                |                |                |                |                |
| CS Golden Spin Zagrzeb      |                | 6              |                |                |                |                |                |                |                |                |                |                |                |                |                |                |                |
| CS Minsk-Arena Ice Star     | 2              |                |                |                |                |                |                |                |                |                |                |                |                |                |                |                |                |
| CS Nebelhorn Trophy         | 5              |                |                |                |                |                |                |                |                |                |                |                |                |                |                |                |                |
| CS Warsaw Cup               | 4              |                |                |                |                |                |                |                |                |                |                |                |                |                |                |                |                |
| Bavarian Open               |                | 2              |                |                |                |                |                |                |                |                |                |                |                |                |                |                |                |
| Cup of Nice                 | 2              |                |                |                |                |                |                |                |                |                |                |                |                |                |                |                |                |
| International Challenge Cup |                | 3              |                |                |                |                |                |                |                |                |                |                |                |                |                |                |                |
| Krajowe                     |                |                |                |                |                |                |                |                |                |                |                |                |                |                |                |                |                |
| Mistrzostwa Niemiec         | 3              | 2              |                |                |                |                |                |                |                |                |                |                |                |                |                |                |                |

#### Z Jurijem Gnilozoubovem
| International Challenge Cup | 4 J |

### Solistki
| Zawody                                | 11–12          | 12–13          | 13–14          | 14–15          | 15–16          | 16–17          |                |                |                |                |                |                |                |                |                |                |                |
| Międzynarodowe                        | Międzynarodowe | Międzynarodowe | Międzynarodowe | Międzynarodowe | Międzynarodowe | Międzynarodowe | Międzynarodowe | Międzynarodowe | Międzynarodowe | Międzynarodowe | Międzynarodowe | Międzynarodowe | Międzynarodowe | Międzynarodowe | Międzynarodowe | Międzynarodowe | Międzynarodowe |
| ------------------------------------- | -------------- | -------------- | -------------- | -------------- | -------------- | -------------- | -------------- | -------------- | -------------- | -------------- | -------------- | -------------- | -------------- | -------------- | -------------- | -------------- | -------------- |
| Bavarian Open                         |                |                |                |                |                | 8              |                |                |                |                |                |                |                |                |                |                |                |
| Golden Bear Zagrzeb                   |                |                |                |                |                | 16             |                |                |                |                |                |                |                |                |                |                |                |
| Mentor Toruń Cup                      |                |                |                |                |                | 6              |                |                |                |                |                |                |                |                |                |                |                |
| Międzynarodowe: Kategorie młodzieżowe |                |                |                |                |                |                |                |                |                |                |                |                |                |                |                |                |                |
| JGP w Niemczech                       |                |                |                |                |                | 13             |                |                |                |                |                |                |                |                |                |                |                |
| JGP w Rosji                           |                |                |                |                |                | 7              |                |                |                |                |                |                |                |                |                |                |                |
| Bavarian Open                         |                |                |                | 7 J            |                |                |                |                |                |                |                |                |                |                |                |                |                |
| Cup of Nice                           |                |                |                | 13 J           | 12 J           |                |                |                |                |                |                |                |                |                |                |                |                |
| Ice Challenge                         |                |                |                | 25 J           |                |                |                |                |                |                |                |                |                |                |                |                |                |
| International Challenge Cup           | 6 AN           |                |                | 4 J            |                |                |                |                |                |                |                |                |                |                |                |                |                |
| Lombardia Trophy                      |                |                | 3 AN           |                | 4 J            | 5 J            |                |                |                |                |                |                |                |                |                |                |                |
| Memoriał Hellmuta Seibta              |                |                | 2 AN           |                | 2 J            |                |                |                |                |                |                |                |                |                |                |                |                |
| NRW Trophy                            |                | 9 AN           | 2 AN           | 15 J           | 1 J            | 5 J            |                |                |                |                |                |                |                |                |                |                |                |
| Santa Claus Cup                       |                |                |                |                | 1 J            |                |                |                |                |                |                |                |                |                |                |                |                |
| Warsaw Cup                            |                | 13 AN          | 4 AN           |                |                |                |                |                |                |                |                |                |                |                |                |                |                |
| Volvo Open Cup                        |                |                |                |                | 2 J            | 6 J            |                |                |                |                |                |                |                |                |                |                |                |
| Igrzyska olimpijskie młodzieży        |                |                |                |                | 11             |                |                |                |                |                |                |                |                |                |                |                |                |
| Krajowe                               |                |                |                |                |                |                |                |                |                |                |                |                |                |                |                |                |                |
| Mistrzostwa Niemiec                   |                |                |                | 8 J            | 2 J            | 3              |                |                |                |                |                |                |                |                |                |                |                |
| Zawody drużynowe                      |                |                |                |                |                |                |                |                |                |                |                |                |                |                |                |                |                |
| Igrzyska olimpijskie młodzieży        |                |                |                |                | 8 T 6 P        |                |                |                |                |                |                |                |                |                |                |                |                |

## Programy
Annika Hocke / Robert Kunkel
| Sezon   | Program krótki (SP)                                                 | Program dowolny (FS)                                                                                         |
| ------- | ------------------------------------------------------------------- | --- |
| 2020–21 | - Shout – Zayde Wolf choreografia: Alona Sawczenko, Joti Polizoakis | - The Other Side – Ruelle choreografia: Catherine Papadakis                                                  |
| 2019–20 | - Wasting My Young Years – London Grammar                           | - Do You Love Me (Now That I Can Dance) – The Contours - Cry to Me – Solomon Burke - Wipe Out – The Surfaris |